# Mallosiola regina
Mallosiola regina là một loài bọ cánh cứng trong họ Cerambycidae.